# Vila do Conde
Vila do Conde és una municipi portuguès situat al districte de Porto, regió del Nord i subregió del Gran Porto, amb prop de 25.700 habitants, la ciutat, i 75.000, el municipi.
La ciutat limita al nord amb la ciutat de Póvoa de Varzim, a l'est amb Vila Nova de Famalicão i Trofa, al sud amb la ciutat de Maia i amb Matosinhos, i té a l'oest l'oceà Atlàntic.
Situada sobre la riba nord del riu Ave, Vila do Conde és un important centre industrial, port pesquer i també zona balneària i turística, posseint un dels principals i més preuats centres balnearis del país. La ciutat forma part del mateix conglomerat urbà que Póvoa de Varzim.

## Llocs d'interès

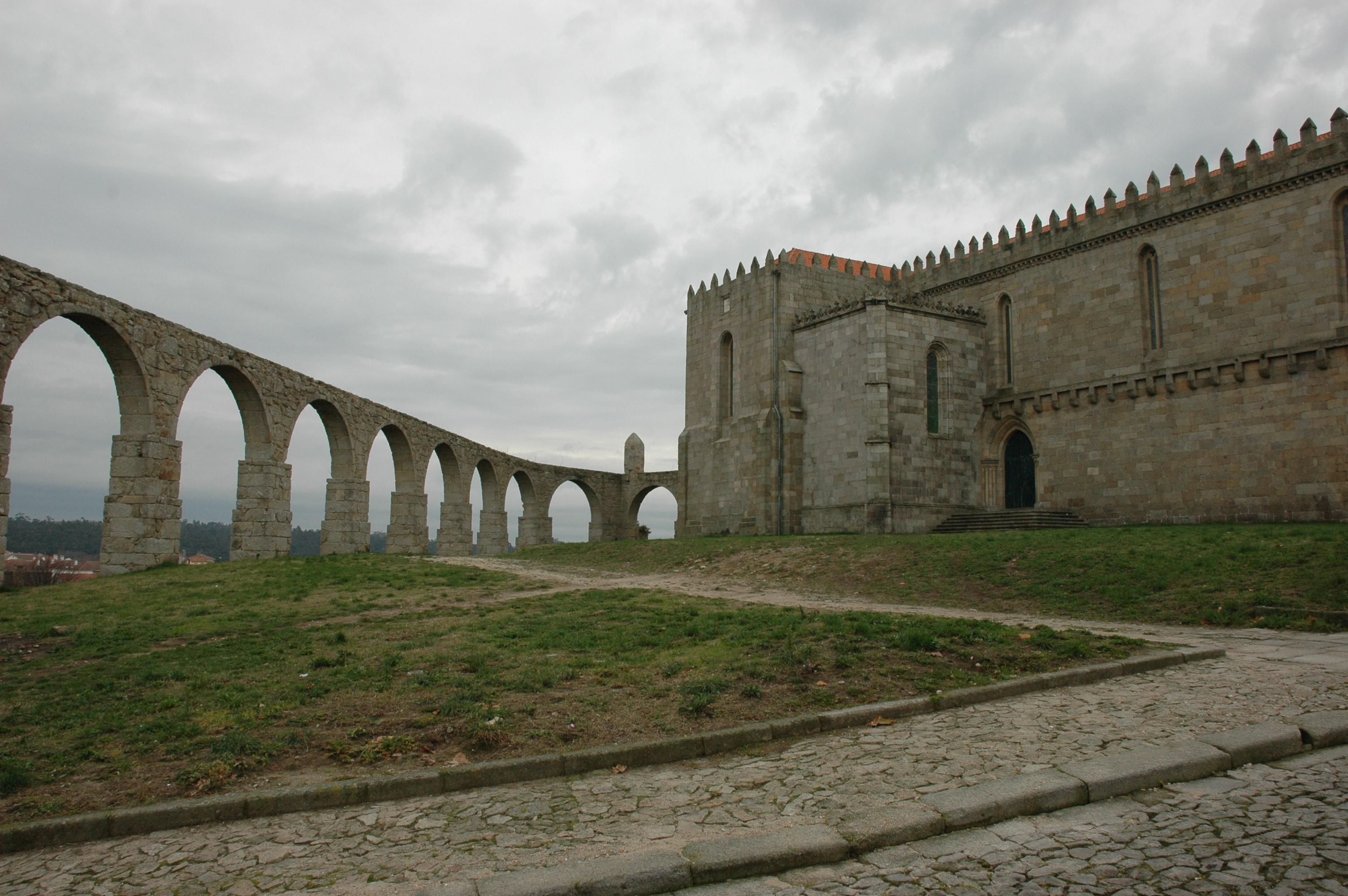
Monestir de Santa Clara i aqüeducte

- Monestir de Santa Clara (Vila do Conde)
- Aqüeducte
- Església de Vila do Conde
- Fortalesa de Sant Joan Baptista